# Мушкетери 4 «А»
«Мушкетери 4 „А“» (рос. Мушкетёры 4 «А») — радянський короткометражний дитячий фільм-комедія 1972 року, поставлений режисером Валентином Козачковим на Одеській кіностудії.

## Сюжет
Історія про літні пригоди чотирьох одинадцятирічних дітей — Сергія, Бориса, Олі та Віри — з рибальського селища на Дніпрі. Незабаром до них додається ще один «мушкетер» — міський хлопчик Юра, племінник місцевої доярки Макарівни, рідкісний боягуз і брехун. Незабаром через його обман діти між собою оголошують йому помсту. Тільки Оля, яка закохалася в Юру і розгледіла у ньому гарне, відмовляється завдавати йому шкоди. У фіналі фільму діти влаштовують між собою перегони на моторних човнах разом з Юрою, який виправився.

## У ролях
- Борис Мельников — Сергій
- Едуард Орлов — Борис
- Галина Буданова — Оля
- Галина Вербицкая — Віра
- Андрій Самотолкін — Юра
- Нонна Копержинська — Макарівна, тітка Юри, доярка
- Валерій Зубарєв — Женя, син Макарівни, молодий моряк
- Євген Бурмістров — епізод
- К. Антонов — епізод
- В. Георгієв — епізод
- Л. Бузінова — епізод

## Знімальна група
- Сценарист — Вадим Цвєтков
- Постановка —  Валентина Козачкова
- Оператор-постановник —  Леонід Бурлака
- Композитор —  Олексій Рибников
- Текст пісні —  Юрій Ентін
- Режисер — Геннадій Тарасуль
- Художник — Павло Холщевніков
- Оператор — Володимир Щукін
- Режисер монтажу — Тетяна Римарєва
- Художник по костюмах — Майя Галкіна
- Художник по гриму — Неллі Ситникова
- Асистенти режисера: Ірина Піщанська, Ніна Василевська
- Асистент оператора — Дмитро Давидов
- Оркестр кінематографії Держкіно СРСР, диригент — Олександр Пєтухов
- Звукооператор — Гліб Колесніков
- Редактор — Євгенія Рудих
- Директор картини — Олексій Цененко